# Gomphrena caespitosa
Gomphrena caespitosa là loài thực vật có hoa thuộc họ Dền. Loài này được Torr. mô tả khoa học đầu tiên năm 1858.